# Indexnotation von Tensoren
Die Indexnotation ist eine Form, Tensoren schriftlich darzustellen, die vor allem in der Physik und gelegentlich auch im mathematischen Teilgebiet der Differentialgeometrie Anwendung findet.
In ihrer verbreiteteren Form gibt die Notation Tensorkomponenten in bestimmten Koordinaten an. Mit der abstrakten Indexnotation werden dagegen Tensoren koordinatenunabhängig bezeichnet, wobei die Notation den Typ des Tensors angibt und Kontraktionen und kovariante Differentiationen koordinatenfrei darstellen kann. Die abstrakte Indexnotation wurde von Roger Penrose eingeführt.
Am üblichsten ist diese Notation im Kontext der allgemeinen Relativitätstheorie, deren Formulierung in Form von Tensoren erfolgt. Auch einige moderne Texte über spezielle Relativitätstheorie verwenden diese Notation, und im Kontext von Eichtheorien ist sie auch in der Quantenfeldtheorie anzutreffen. Diese Notation eignet sich besonders für Rechnungen in lokalen Koordinaten, weshalb sie in der Physik deutlich verbreiteter ist als in der Mathematik.
Es gibt zwei Grundformen dieser Notation. In der einen stellen die Tensoren mit Indizes Elemente der Tensoren in lokalen Koordinaten dar. Bei dieser Variante wird die Einsteinsche Summenkonvention verwendet, um Kontraktionen oder Spurbildungen auszuführen. Die zweite Möglichkeit ist die abstrakte Tensornotation. Bei dieser zeigen die Indizes nicht mehr die Komponenten in Koordinaten an, sondern sind nur noch Symbole, die die Stufe des Tensors angeben.

## Tensoren
In der Differentialgeometrie wird die Geometrie gekrümmter Räume untersucht, die durch sogenannte differenzierbare Mannigfaltigkeiten beschrieben werden. Diese Mannigfaltigkeiten erlauben an jedem Punkt {\displaystyle p} die Definition eines {\displaystyle d}-dimensionalen reellen Vektorraums, der als Tangentialraum in diesem Punkt bezeichnet wird. Wenn die Mannigfaltigkeit in einen höherdimensionalen Raum eingebettet wird, entspricht der Tangentialraum genau der {\displaystyle d}-dimensionalen Hyperfläche, die die Mannigfaltigkeit im Punkt {\displaystyle p} berührt und dort zu ihr tangential ist. Der Dualraum des Tangentialraums wird als Kotangentialraum bezeichnet.
Die Elemente eines Tensorproduktes aus {\displaystyle k} Kopien des Kotangentialraums und {\displaystyle l} Kopien des Tangentialraums werden als {\displaystyle (k,l)}-Tensoren bezeichnet. Sie sind also multilineare Abbildungen, die {\displaystyle k} Elemente des Tangentialraums und {\displaystyle l} Elemente des Kotangentialraums auf eine reelle Zahl abbilden. Ein {\displaystyle (k,l)}-Tensorfeld ist eine Abbildung, die jeden Punkt der Mannigfaltigkeit auf einen {\displaystyle (k,l)}-Tensor abbildet.
Die Koordinatendarstellungen von Tensorfeldern müssen ein bestimmtes Transformationsverhalten unter Kartenwechselabbildungen, also lokalen Diffeomorphismen, erfüllen.

## Indexnotation
Die Indexnotation schreibt die Argumente, in denen der Tensor linear ist, nicht mittels einer Argumentklammer, sondern mittels Indizes. Diese Indizes werden hoch- oder tiefgestellt, je nachdem ob das Argument aus dem Tangentialraum oder dem Kotangentialraum ist. Ein {\displaystyle (k,l)}-Tensor {\displaystyle T} mit Argumenten {\displaystyle v_{1},\ldots ,v_{k}} aus dem Tangentialraum und {\displaystyle w_{1},\ldots ,w_{l}} aus dem Kotangentialraum wird also notiert als:
{\displaystyle T(v_{1},\ldots ,v_{k},w_{1},\ldots ,w_{l})=T_{\mu _{1}\ldots \mu _{k}}^{\nu _{1}\ldots \nu _{l}}(v_{1})^{\mu _{1}}\ldots (v_{k})^{\mu _{k}}(w_{1})_{\nu _{1}}\ldots (w_{l})_{\nu _{l}}}
Die Indexnotation beruht darauf, dass Tensoren multilineare Abbildungen sind und daher in den Argumenten, in denen sie linear sind, ein Distributivgesetz erfüllen und mit der Multiplikation mit Skalaren kommutieren. Das bedeutet, dass sich z. B. {\displaystyle rv_{1}+sV_{1}} mit {\displaystyle r} und {\displaystyle s} reellen Zahlen und {\displaystyle v_{1}} und {\displaystyle V_{1}} aus dem Tangentialraum statt {\displaystyle v_{1}} einsetzen lässt und damit wie mit Zahlen weitergerechnet werden kann.
Wenn man die obige Formel als Koordinatenschreibweise versteht, ist sie mit der Summenkonvention einfach zu verstehen. Diese Notation lässt sich jedoch auch koordinatenfrei auffassen, wobei die Position der Indizes nur beschreibt, welche Art Tensor vorliegt, wobei also obenstehende Indizes Kopien des Tangentialraums und untenstehende Indizes Kopien des Kotangentialraums bezeichnen. Das Zeichen für das Tensorprodukt wird in dieser Notation ausgelassen, das heißt hintereinandergeschriebene Tensoren werden als Tensorprodukt aufgefasst. Bei einem einmal oben- und einmal untenstehenden Index wird eine Kontraktion analog zur kanonischen Paarung verstanden, was prinzipiell nicht basisabhängig ist.

## Tensoren in der Physik
Ein Tensor ist, im Sprachgebrauch der Physik, eine Äquivalenzklasse von Tripeln {\displaystyle (B,S,T)}, bestehend aus
1. einer Basis {\displaystyle B} eines fixierten {\displaystyle n}-dimensionalen Vektorraums {\displaystyle V}, z. B. des Minkowski-Raumes,
2. einer Signatur {\displaystyle S}, die ein Tupel einer Länge {\displaystyle s} mit Einträgen {\displaystyle S_{k}\in \{h,t\}}, {\displaystyle k=1,\ldots ,s}, ist,
3. und einem „Hypertupel“ {\displaystyle T}, d. h. einer Abbildung {\displaystyle T\colon I^{s}\to \mathbb {R} }, wobei {\displaystyle I=\{1,2,\ldots ,n\}}.

- Die Länge {\displaystyle s} der Signatur, die auch die Anzahl der Argumente der Abbildung {\displaystyle T} angibt, heißt Stufe des Tensors.
- Für die Abbildung {\displaystyle T} wird nicht die übliche Funktionsschreibweise verwendet, sondern ähnlich wie bei Folgen die alternative (und historisch ältere) Indexschreibweise, wobei Indizes oben und unten hinter dem Funktionssymbol {\displaystyle T} angeordnet werden können. Welche Indizes oben und welche unten geschrieben werden, gibt die Signatur an. Dabei steht ein Eintrag {\displaystyle h} oder {\displaystyle t} in der Signatur für Hoch- und Tiefstellen des entsprechenden Index.
- Zwei Tripel {\displaystyle (B,S,T)} und {\displaystyle (B',S',T')} bezeichnen denselben Tensor, wenn die Signatur übereinstimmt, d. h. {\displaystyle S=S'}, und die Komponenten von {\displaystyle T} und {\displaystyle T'} über die Koordinatenwechselmatrix {\displaystyle A} verbunden sind. Das heißt {\displaystyle B=B'A}, wenn die Basis als Zeilenvektor der Basisvektoren aufgefasst wird und {\displaystyle A} eine {\displaystyle n\times n}-Matrix ist. Das Transformationsverhalten hat dann folgende Gestalt

{\displaystyle T'(i_{1},\dots ,i_{s})=\sum _{j_{1},\dots ,j_{s}}(A^{S_{1}})(i_{1},j_{1})\cdot \ldots \cdot (A^{S_{s}})(i_{s},j_{s})\cdot T(j_{1},\dots ,j_{s})}
wobei {\displaystyle A^{h}:=A} die Transformationsmatrix und {\displaystyle A^{t}:=(A^{-1})^{\text{T}}} die Transponierte der inversen Matrix ist, d. h. {\displaystyle (A^{t})_{\left(i,j\right)}:=(A^{-1})_{\left(j,i\right)}}. Der Allgemeinheit willen wurde auf das Hoch- und Tiefstellen verzichtet und die Funktionsschreibweise statt der Indizes gewählt, konkrete Beispiele für die Indexschreibweise finden sich weiter unten.

### Beziehung zum geometrischen Tensorprodukt
Eine Klasse äquivalenter Darstellungstripel {\displaystyle (B,S,T)} bezeichnet die Koordinatendarstellung eines Elements aus dem Tensorproduktraum
{\displaystyle {\mathcal {T}}^{S}V=V^{S_{1}}\otimes \ldots \otimes V^{S_{s}}},
wobei {\displaystyle V^{h}:=V} der Vektorraum und {\displaystyle V^{t}:=V^{*}} der duale Vektorraum der Linearformen ist. Das Element selbst ist dann die Summe
{\displaystyle {\mathfrak {T}}=\sum _{j_{1},\dots ,j_{s}}T(j_{1},\dots ,j_{s})\cdot e_{j_{1}}^{S_{1}}\otimes \ldots \otimes e_{j_{s}}^{S_{s}}},
mit {\displaystyle e_{j}^{h}:=e_{j}} ein Basisvektor und {\displaystyle e_{j}^{t}:=\theta ^{j}} ein Element der dualen Basis.

## Beispiele der Koordinatennotation

### Beispiele der Stufe 1
Beispiel einer kontravarianten Größe ist der Spaltenvektor der Koordinaten eines Ortsvektors {\displaystyle (x^{\mu })}, als Tripel also {\displaystyle (B,(h),x)}. Kontravariante Größen haben vereinbarungsgemäß immer hochgestellte Indizes. Der Variationsbereich der Indizes entspricht gemäß ihrer Herkunft immer der Basis, hat also eine Anzahl, die der Dimension des Raums entspricht. 
Unter einem Basis-/Koordinatenwechsel {\displaystyle B=B'A} transformiert sich der Vektor als
{\displaystyle x'^{\mu }=\sum _{\nu =1}^{n}A^{\mu }{}_{\nu }\cdot x^{\nu }}, d. h. {\displaystyle {\vec {x}}'=A{\vec {x}}}.
Das invariante geometrische Objekt ist der Vektor
{\displaystyle x:=\sum _{\nu =1}^{n}x^{\nu }\cdot e_{\nu }}.
In der relativistischen Raum-Zeit werden die Koordinaten als Spaltenvektor
{\displaystyle x=\left(x^{\mu }\right)=\left(x^{0},x^{1},x^{2},x^{3}\right)^{\text{T}}=\left(c\,t,x,y,z\right)^{\text{T}}}
angegeben.
Beispiel einer kovarianten Größe ist der Zeilenvektor der Koordinaten einer 1-Form, d. h. eines linearen Funktionals, {\displaystyle \alpha =(\alpha _{\mu })}, oder als Tripel {\displaystyle (B,(t),\alpha )}. Kovariante Größen haben vereinbarungsgemäß immer tiefgestellte Indizes. Sie transformieren sich definitionsgemäß nach
{\displaystyle \alpha '_{\mu }=\sum _{\nu =1}^{n}(A^{\text{T}})_{\mu }{}^{\nu }\cdot \alpha _{\nu }}
Das invariante geometrische Objekt ist der Kovektor
{\displaystyle \mathbf {\alpha } :=\sum _{\nu =1}^{n}\alpha _{\nu }\cdot \theta ^{\nu }}.
In der relativistischen Raum-Zeit werden die Koordinaten als
{\displaystyle \left(\alpha _{\mu }\right)=\left(\alpha _{0},\alpha _{1},\alpha _{2},\alpha _{3}\right)}
angegeben.
Analog zur Multiplikation eines Zeilen- mit einem Spaltenvektor in {\displaystyle \mathbb {R} ^{n}} 
definiert man die Anwendung eines linearen Funktionals auf einen Vektor:
{\displaystyle \langle \alpha |x\rangle =\mathbf {\alpha } (x)=\sum _{\mu }\alpha _{\mu }x^{\mu }=\alpha _{\mu }x^{\mu }}
Die letzte Schreibweise verwendet die Einsteinsche Summationskonvention, die besagt, dass über gleich benannte Indizes summiert wird, wenn der eine unten und der andere oben steht. Man spricht auch, etwas ungenau, vom Skalarprodukt eines ko- und eines kontravarianten Vektors.
Man rechnet leicht nach, dass es sich dabei auch tatsächlich um einen Skalar, d. h. einen transformationsinvarianten Tensor 0. Stufe handelt:
{\displaystyle \langle \alpha '|x'\rangle =(A^{\text{T}})_{\mu }{}^{\nu }\alpha _{\nu }\cdot A^{\mu }{}_{\kappa }x^{\kappa }=(A^{-1})^{\nu }{}_{\mu }A^{\mu }{}_{\kappa }\cdot \alpha _{\nu }x^{\kappa }=\delta ^{\nu }{}_{\kappa }\alpha _{\nu }x^{\kappa }=\langle \alpha |x\rangle }
Das zweite Newtonsche Gesetz in Indexnotation:
{\displaystyle {\frac {d}{dt}}p^{i}=-\partial _{i}\phi }

### Beispiele der Stufe 2
Es findet sehr oft eine Umschreibung kontravarianter Koordinaten in kovariante statt, d. h. eine Umwandlung eines Vektors in eine 1-Form und umgekehrt. Man bezeichnet dies als Hochstellen oder Herunterstellen von Indizes.
Dies wird durch einen metrischen Tensor {\displaystyle g} ermöglicht, ein Tensor der Stufe {\displaystyle (0,2)} mit zweifach kovarianten Koordinaten {\displaystyle g_{\mu \nu }}. D. h. ihm entspricht das Tupel {\displaystyle (B,(t,t),g)} und die Transformationsvorschrift
{\displaystyle g'_{\mu \nu }=(A^{\text{T}})_{\mu }{}^{\kappa }(A^{\text{T}})_{\nu }{}^{\lambda }\cdot g_{\kappa \lambda }} und das geometrische invariante Objekt
{\displaystyle \mathbf {g} =g_{\mu \nu }\cdot \theta ^{\mu }\otimes \theta ^{\nu }}.
Im Allgemeinen verlangt man, dass der metrische Tensor symmetrisch ({\displaystyle g(x,y)=g(y,x)} bzw. {\displaystyle g_{\mu \nu }=g_{\nu \mu }}) und nicht ausgeartet ist, d. h. es muss einen inversen symmetrischen Tensor {\displaystyle g^{-1}} der Stufe (2,0) geben, welcher kontravariante Koordinaten {\displaystyle g^{\mu \nu }} hat, so dass gilt: 
{\displaystyle g_{\mu \kappa }g^{\kappa \nu }=\delta _{\mu }^{\nu }={\begin{cases}1&{\text{ bei }}\mu =\nu \\0&{\text{ bei }}\mu \neq \nu \end{cases}}.}.
Die Inverse zum metrischen Tensor wird auch als seine kontravariante Form bezeichnet.
Die adjungierte 1-Form des Ortsvektors {\displaystyle x} hat dann die „gesenkten“ Koordinaten 
{\displaystyle x_{\mu }=g_{\mu \nu }x^{\nu }}, umgekehrt ist {\displaystyle x^{\mu }=g^{\mu \nu }x_{\nu }}.
Die Anwendung der adjungierten 1-Form {\displaystyle (x_{\mu })} auf den Ortsvektor {\displaystyle (x^{\mu })}
{\displaystyle g(x,x)=g_{\mu \nu }x^{\mu }x^{\nu }=x_{\mu }x^{\mu }=x_{0}x^{0}+x_{1}x^{1}+x_{2}x^{2}+x_{3}x^{3}}
ist eine quadratische Abbildung, die den Ortsvektor auf eine reelle Zahl abbildet. 
Der Vektor {\displaystyle (x^{k})} wurde bereits durch die Kartesischen Koordinaten {\displaystyle (x,y,z)} und die Zeitkoordinate {\displaystyle c\,t} ausgedrückt.
In der speziellen Relativitätstheorie bzw. im Minkowski-Raum ist die Koordinatenmatrix des metrischen Tensors diagonal mit Einträgen {\displaystyle (1,-1,-1,-1)} auf der Diagonalen, es werden als Koordinaten-/Basistransformationen nur sog. Lorentz-Transformationen zugelassen, welche diese Normalform des metrischen Tensors unverändert lassen.
Der entsprechende adjungierte kovariante Vektor lautet in diesen Koordinaten:
{\displaystyle (x_{k})=(c\,t,-x,-y,-z)}
Hieraus folgt: {\displaystyle g(x,x)=x_{k}x^{k}=c^{2}t^{2}-x^{2}-y^{2}-z^{2}}. Man beachte, dass die scheinbare Einfachheit dieser Formel eine komplexe Konstruktion verbirgt: Der Vektor {\displaystyle x} wird in zwei verschiedenen Koordinatendarstellungen ausgedrückt, wobei in eine der Metrik-Tensor schon eingegangen ist. Die übliche Koordinatendarstellung eines Skalarproduktes hat zwar dieselbe Komplexität, aber verbirgt diese nicht.
Durch die kontravariante und kovariante Schreibweise werden Darstellungen in der Form {\displaystyle (x,y,z,\mathrm {i} \,c\,t)} mit der imaginären Einheit {\displaystyle \mathrm {i} } vermieden, wie sie früher gebräuchlich waren und auch heute noch in manchen Lehrbüchern verwendet werden.
Darüber hinaus ermöglicht ihre Verwendung in der speziellen Relativitätstheorie den direkten Übergang auf den allgemeinen Fall.

## Abstrakte Index-Notation
Die abstrakte Index-Notation benutzt die Formalismen von Einsteins Summenkonvention um die Schwierigkeiten der Beschreibung von Kontraktionen und kovarianten Differentiationen der modernen abstrakten Tensor-Notation zu umgehen und die explizite Kovarianz des Ausdruckes zu erhalten.
Es sei {\displaystyle V} ein (endlich-dimensionaler) Vektorraum und {\displaystyle V^{*}} sein Dualraum. Man betrachte beispielsweise den metrischen Tensor {\displaystyle g\in V^{*}\otimes V^{*}}, welcher eine Funktion mit zwei Argumenten aus {\displaystyle V} ist:
{\displaystyle g=g(-,-)\colon V\times V\to K.}
Die Platzhalter "{\displaystyle -}" für die Argumente werden durch tiefgestellte lateinische Indizes ersetzt, die es erlauben den Typ des Tensors abzulesen (tiefgestellt steht für kovariant), jedoch keine numerische Bedeutung haben:
{\displaystyle g=g_{ab}.}
Die Argumente von {\displaystyle g} erhalten hochgestellte Indizes, die deutlich machen, für welchen Platzhalter sie einzusetzen sind:
{\displaystyle g(x,y)=g_{ab}x^{a}y^{b}=g_{ab}y^{b}x^{a}}.
Dabei kommt es nicht auf die Reihenfolge der Argumente an, was den Rechenregeln bei der Einsteinschen Summenkonvention entspricht. Ob der abstrakte Index einen Platzhalter für ein Argument oder ein Argument selbst bezeichnet, hängt von der Interpretation der Ausdrücke ab, in denen gewisse natürliche Vektorraumisomorphismen manifest sind. Beispielsweise steht {\displaystyle x_{a}y^{a}=y^{a}x_{a}} für {\displaystyle x(y)=y(x)}, wenn man {\displaystyle y\in V\cong V^{**}} mit seinem zugehörigen Element aus dem Bidualraum identifiziert. Diese Notation benötigt also keine Bezeichnung für den natürlichen Isomorphismus {\displaystyle V\to V^{**}}.
Die Identifikation {\displaystyle V\cong V^{*}} bezüglich des metrischen Tensors ist durch {\displaystyle x_{b}=g_{ab}x^{a}} gegeben. In dieser Beziehung steht {\displaystyle g_{ab}} für den Isomorphismus {\displaystyle V\to V^{*},\;x\mapsto g(x,-)}, für welchen ebenfalls keine zusätzliche Bezeichnung eingeführt werden muss. Der Zweideutigkeit des Symbols {\displaystyle g_{ab}} liegt hierbei der Isomorphismus {\displaystyle V^{*}\otimes V^{*}\cong L(V,V^{*})} zugrunde.
Ein weiteres Beispiel ist die Spur eines Tensors {\displaystyle t=t_{ab}^{c}} über die letzten beiden Argumente {\displaystyle t_{ab}^{b}}. Dies soll in der abstrakten Index-Notation eine Kontraktion darstellen. Durch die Wiederholung des Index erinnert die abstrakte Index-Notation an Einsteins Summenkonvention, obwohl sie keine Summation beinhaltet.

### Abstrakte Indizes und Tensorräume
Ein allgemeiner homogener Tensor ist ein Element eines beliebig oft wiederholten Tensorprodukts der Vektorräume {\displaystyle V} und {\displaystyle V^{\ast }}, wie zum Beispiel:
{\displaystyle V\otimes V^{*}\otimes V^{*}\otimes V\otimes V^{*}.}
Nun erhält jeder Faktor in diesem Tensorprodukt eine Bezeichnung mithilfe eines lateinischen Buchstabens in hochgestellter Position, wenn es sich um einen kontravarianten Faktor (also {\displaystyle V}) handelt oder in einer tiefgestellten Position, wenn es sich um einen kovarianten Faktor (der Dualraum {\displaystyle V^{\ast }}) handelt. So ist das Produkt als
{\displaystyle V^{a}V_{b}V_{c}V^{d}V_{e}}
beziehungsweise
{\displaystyle {{{V^{a}}_{bc}}^{d}}_{e}}
darstellbar.
Es ist wichtig, sich bewusst zu machen, dass diese Ausdrücke dasselbe Objekt darstellen. Somit werden Tensoren dieses Typs durch folgende gleichwertige Ausdrücke dargestellt:
{\displaystyle {{{h^{a}}_{bc}}^{d}}_{e}\in {{{V^{a}}_{bc}}^{d}}_{e}=V\otimes V^{*}\otimes V^{*}\otimes V\otimes V^{*}}

### Kontraktion
Immer wenn im Tensorprodukt von Vektorräumen {\displaystyle V} und {\displaystyle V^{\ast }} ein kovarianter und ein kontravarianter Faktor auftritt, existiert eine damit verbundene Spur. Beispielsweise ist
{\displaystyle \mathrm {Tr} _{12}:V\otimes V^{*}\otimes V^{*}\otimes V\otimes V^{*}\rightarrow V^{*}\otimes V\otimes V^{*}}
die Spur der ersten beiden Vektorräume. Und
{\displaystyle \mathrm {Tr} _{15}:V\otimes V^{*}\otimes V^{*}\otimes V\otimes V^{*}\rightarrow V^{*}\otimes V^{*}\otimes V}
die Spur des ersten und des fünften Vektorraums. Diese Spuroperationen lassen sich in der Abstrakten Index-Notation wie folgt darstellen:
{\displaystyle {{{h^{a}}_{bc}}^{d}}_{e}\mapsto {{{h^{a}}_{ac}}^{d}}_{e}}
{\displaystyle {{{h^{a}}_{bc}}^{d}}_{e}\mapsto {{{h^{a}}_{bc}}^{d}}_{a}}

### Zopfabbildungen (Braiding Map)
Zu jedem Tensorprodukt existieren sogenannte Zopfabbildungen. Zum Beispiel vertauscht die Zopfabbildung
{\displaystyle \tau (12):V\otimes V\rightarrow V\otimes V}
die beiden Tensorfaktoren (also {\displaystyle \tau (u\otimes v)=v\otimes u}). Zopfabbildungen stehen in einer eindeutigen Beziehung zur Symmetrischen Gruppe, indem sie die Tensorfaktoren vertauschen. Mit {\displaystyle \tau (\sigma )} wird die Zopfabbildung bezeichnet, die die Permutation {\displaystyle \sigma } auf die Tensorfaktoren anwendet.
Zopfabbildungen sind wichtig in der Differentialgeometrie. Beispielsweise lässt sich die Bianchi-Identität dadurch ausdrücken. Hier sei {\displaystyle R} der Riemannsche Krümmungstensor, der als Tensor in {\displaystyle V^{*}\otimes V^{*}\otimes V^{*}\otimes V} betrachtet wird. Die erste Bianchi-Identität lautet:
{\displaystyle R+\tau (123)R+\tau (132)R=0.}
In der Abstrakten Index-Notation ist die Anordnung der Indizes fix (normalerweise lexikographisch geordnet). Somit kann eine Zopfabbildung durch Vertauschen der Indizes repräsentiert werden. Beispielsweise ist der Riemannsche Krümmungstensor in der Abstrakten Index-Notation:
{\displaystyle R={R_{abc}}^{d}\in {V_{abc}}^{d}=V^{*}\otimes V^{*}\otimes V^{*}\otimes V.}
Die Bianchi-Identität wird so zu
{\displaystyle {R_{abc}}^{d}+{R_{cab}}^{d}+{R_{bca}}^{d}=0.}